# ジョセフ・クレーター
ジョセフ・フォース・クレイター（英語: Joseph Force Crater、1889年1月5日 - 1930年8月6日に失踪）は、アメリカ合衆国の裁判官。ニューヨーク州最高裁判所判事。

## 概要
ペンシルベニア州イーストン生まれ。ラファイエット大学とコロンビア大学で学ぶ。
1930年4月、当時のニューヨーク州知事であったフランクリン・ルーズベルトにより、州最高裁判所の判事に任命されたが、8月6日夜、ニューヨーク西45番街のレストランで友人と食事をした後、1人でタクシーに乗ったのを最後に行方不明となった。失踪は大々的に報道されて多くの目撃情報も寄せられたものの、現在もその消息は不明のままである。政界汚職に関与したとの噂も流れた。
1939年6月6日、死亡宣告を受けた。
こうした謎めいた失踪によりアメリカでは有名であり、『CSI:ニューヨーク』シーズン5・第5話「人生の対価」にもこの事件のことが登場する。